# Grünes Koboldmoos

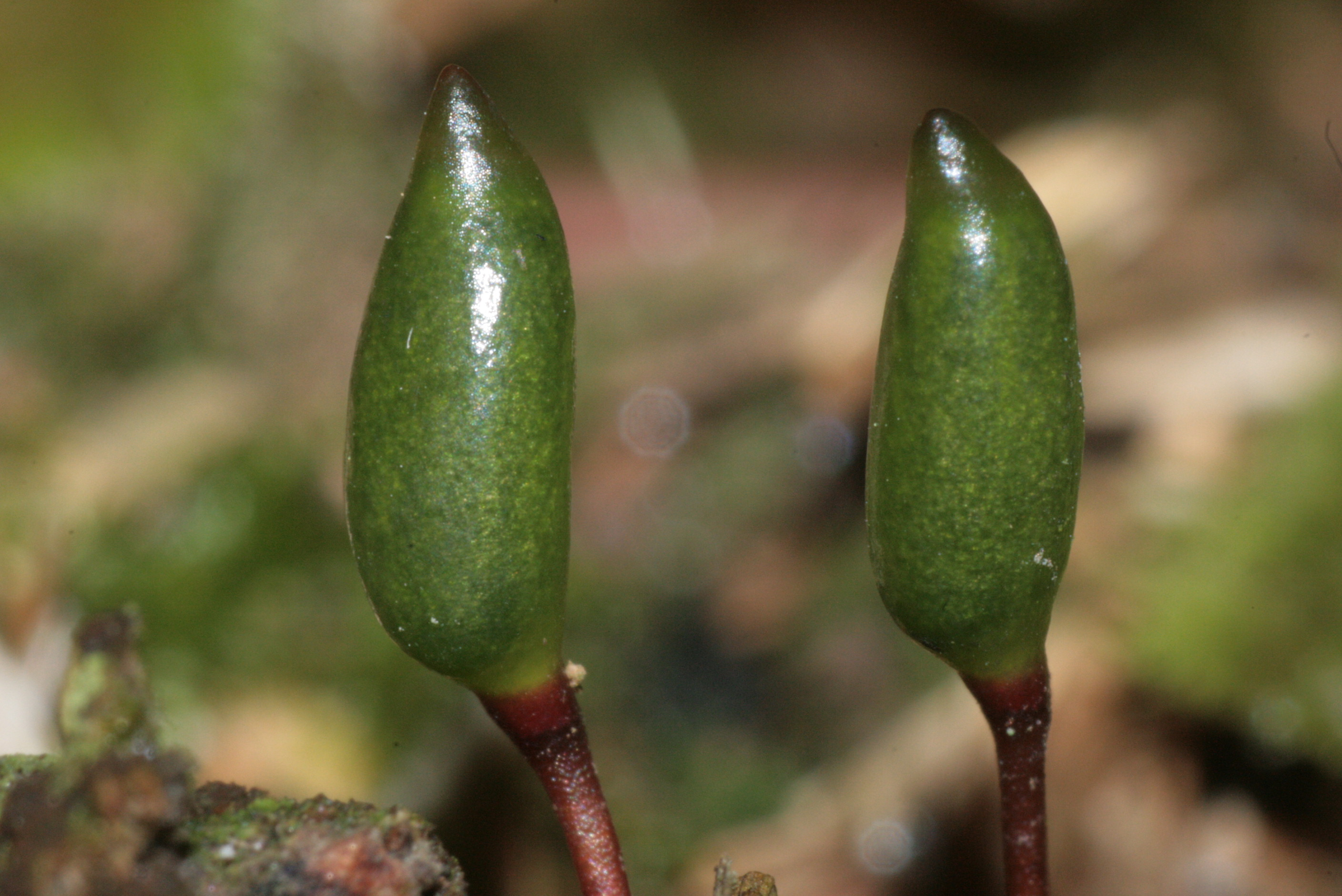
Kapseln, Nahansicht

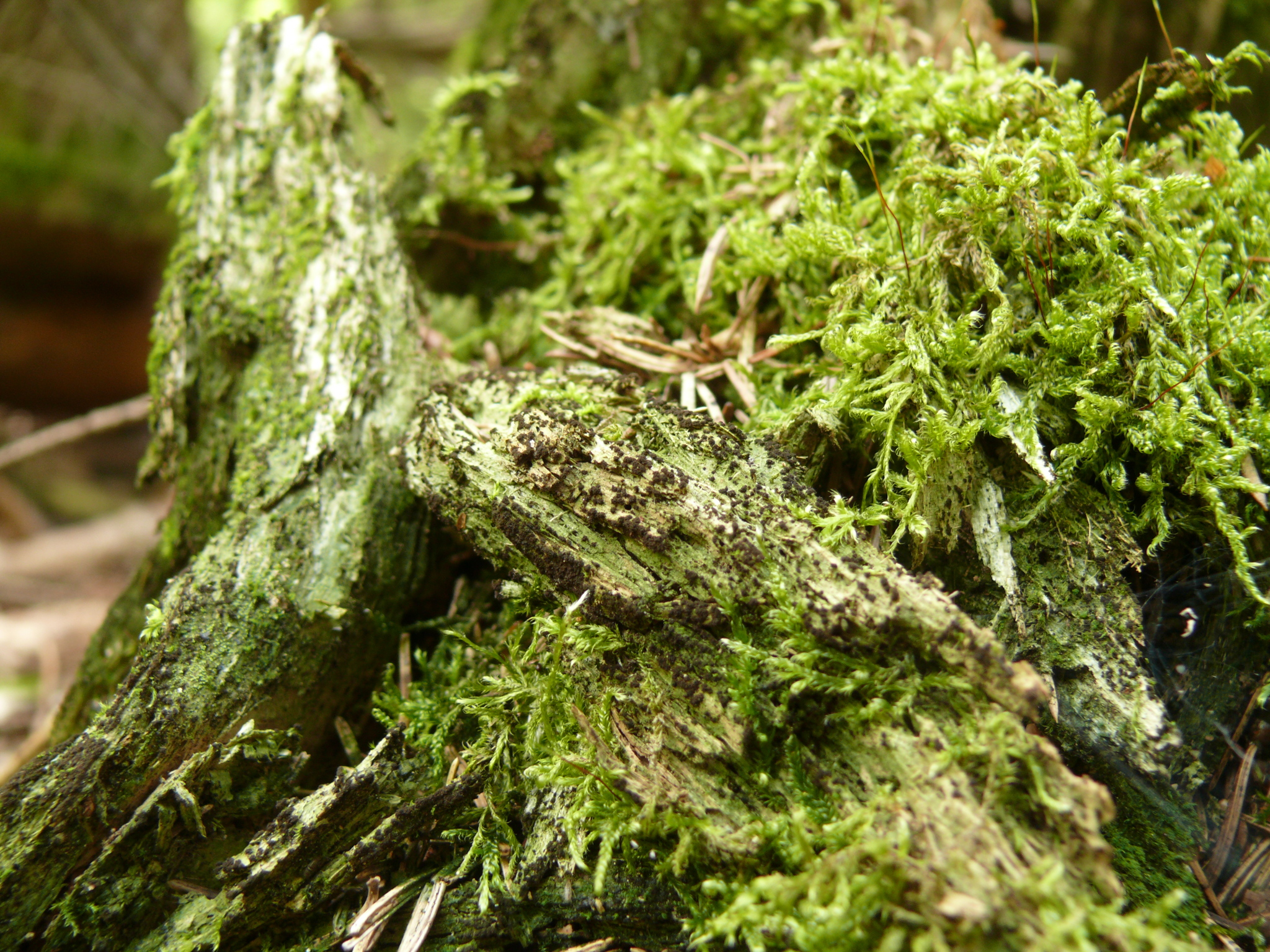
Brutkörper (braune Punkte) an einem weißfaulen Fichtenstumpf im Merziger Kammerforst

Das Grüne oder Schleier-Koboldmoos (Buxbaumia viridis) ist eine Laubmoos-Art aus der Familie Buxbaumiaceae. Synonyme sind Buxbaumia aphylla var. viridis Moug. ex Lam. & DC. und Buxbaumia indusiata Brid.

## Beschreibung
Die Pflanzen wachsen meist vereinzelt. Wie auch bei den anderen Buxbaumia-Arten sind nur die Sporophyten auffällig, Pflanzen ohne ausgebildete Sporophyten sind praktisch nicht auffindbar.
Die fast aufrechte Sporenkapsel wird von der 0,5 bis 1 Zentimeter langen, aufrechten, dicklichen, gelblich-roten bis orange-braunen, warzigen Seta emporgehoben. Sie ist gleichfarbig olivgrün bis gelblich-braun, schief verlängert-eiförmig, auf einer Seite bauchig gewölbt, 6 bis 7 Millimeter lang, um 3,5 Millimeter breit und hat einen kurzen Hals. Der Kapseldeckel ist stumpf-kegelig. Das äußere Peristom ist vierreihig, wobei die äußeren Zähne kürzer als die inneren sind; das innere Peristom bildet eine gefaltete Röhre. Zur Zeit der Sporenreife im Frühling und Sommer platzt die Kapselwand der Länge nach auf und rollt sich nach beiden Seiten zurück. Die Sporen sind 8 bis 15 µm groß, gelblichgrün und mehr oder weniger glatt.

## Standortansprüche und Verbreitung
Buxbaumia viridis wächst in schattigen Wäldern von luftfeuchten und niederschlagsreichen Gebieten auf morschem Holz, selten auf Rohhumus. Häufige Begleitmoose sind Blepharostoma trichophyllum, Lophocolea heterophylla, Nowellia curvifolia, Tetraphis pellucida oder Hypnum cupressiforme.
Buxbaumia viridis ist in Teilen der Nordhalbkugel verbreitet. Die Vorkommen in Europa liegen schwerpunktmäßig in den Gebirgslagen von Mitteleuropa und Südskandinavien, in den übrigen Teilen ist es selten oder ausgestorben. Weitere Vorkommen gibt es auf der Halbinsel Krim, im Kaukasus und im westlichen Nordamerika.

## Gefährdung und Schutz
Bisher galt die Art in den meisten Bundesländern von Deutschland verschollen. Nach 2007 wurden Funde aus Thüringen bekannt, in den folgenden Jahren der Neufund für das Saarland (2012), Wiederfunde für Hessen (2013), Rheinland-Pfalz (2014), Sachsen-Anhalt (2015), Sachsen (2016), Niedersachsen (2019) und Nordrhein-Westfalen (vor 2023). In Baden-Württemberg wird sie als stark gefährdet eingestuft. In den Roten Listen für Bayern und Deutschland gilt sie nicht mehr als stark gefährdet, sie ist mittlerweile eine Art der Vorwarnliste. Europaweit gilt sie als potentiell gefährdet (ECCB – European Committee for Conservation of Bryophytes). Nach der Berner Konvention zählt sie zu den wenigen geschützten Moosarten. Sie ist zudem eine Art der europäischen Richtlinie 92/43/EWG (Fauna-Flora-Habitat-Richtlinie) Anhang II und zählt damit zu den Arten von gemeinschaftlichem Interesse.
Zur Schonung und Förderung dieser Art wäre für ein ausreichendes Vorhandensein von Morschholz in geeigneten Waldstandorten zu sorgen.